# Нару-Тамбов
Нару-Тамбов — река в России, протекает в Тамбовской области. Левый приток реки Лесной Тамбов. Длина реки составляет 49 км. Площадь водосборного бассейна — 496 км².

## География
Река Нару-Тамбов берёт начало у деревни Озерки Рассказовского района. Течёт на запад по открытой местности через сёла Хитрово, Коптево, Княжево и Сухотинка. В низовьях заболочена. Устье реки находится у села Царевка Знаменского района в 5,2 км по левому берегу реки Лесной Тамбов.

## Название
Название реки Нару-Тамбов в переводе с мордовского означает травяной омут. По другой версии, река получила это название из-за извилистого русла (нара — изгиб, петля).

## Данные водного реестра
По данным государственного водного реестра России относится к Окскому бассейновому округу, водохозяйственный участок реки — Цна от истока до города Тамбов, речной подбассейн реки — Мокша. Речной бассейн реки — Ока.